# Callisia repens
Callisia repens là một loài thực vật có hoa trong họ Commelinaceae. Loài này được (Jacq.) L. mô tả khoa học đầu tiên năm 1762.